# Крохалево
Кро́халево (рос. Крохалево) — присілок у складі Кічменгсько-Городецького району Вологодської області, Росія. Входить до складу Городецького сільського поселення.

## Населення
Населення — 72 особи (2010; 70 у 2002).
Національний склад (станом на 2002 рік):
- росіяни — 100 %